# 牧野富太郎
牧野 富太郎（まきの とみたろう、1862年5月22日〈文久2年4月24日〉 - 1957年〈昭和32年〉1月18日）は、日本の植物学者。高知県高岡郡佐川町出身。位階は従三位。
命名は植物は2500（新種1000、新変種1500）。ときには「日本の植物学の父」の呼び名で知られ、日本各地に牧野の名前を冠した顕彰施設が存在する。多数の新種を発見し、命名も行った近代植物分類学の権威である。
その研究成果は50万点もの標本や観察記録、そして『日本植物志図篇』（自費、未完）や『牧野日本植物図鑑』に代表される。
旧制小学校中退でありながら理学博士の学位を取得。生誕の5月22日は「植物学の日」に制定。94歳で死去する直前まで、日本全国をまわって膨大な数の植物標本を作製した。没時に個人的に所蔵していた分だけでも40万枚に及び、命名植物は1,500種類を超える。

## 生涯
1862年5月22日（文久二年四月二十四日）、土佐国佐川村（現：高知県高岡郡佐川町）で、近隣から「岸屋」という屋号の商家（雑貨業）と酒造業を営む裕福な家に生まれた。平民身分であったが苗字帯刀も許されていたという。
元は「成太郎」という名であったが、3歳で父の佐平を、5歳で母の久壽を、6歳で祖父の小左衛門を亡くしたころ、「富太郎」に改名している。その後は小左衛門の後妻である血の繋がらない祖母の浪子に育てられた。
1872年、10歳（1871年、9歳）、西谷にある土居謙護の教える寺子屋へ通いはじめ、儒学者伊藤蘭林（1815年-1895年）の伊藤塾に移った（算数、習字のほか四書五経を学習）。
1873年、、11歳（1872年、10歳）になると義校である名教館（めいこうかん）にも通うようになったが、伊藤がここでも教授を務めたので、名教館のみを受けるようになった。当時の学生のほとんどは士族の子弟であり、その中に同年の広井勇（後の「港湾工学の父」）らがいた。漢学だけではなく、福沢諭吉の『世界国尽』、川本幸民の『気海観瀾広義』などを通じ西洋流の地理・天文・物理を学んだ。この頃、真鍋という西欧化主義者がおり、牧野に散切り頭を勧めた人物であるが、佐川の英学会の一員でもあり、牧野にも勧めて入会させた。これは高知市から長尾長、矢野矢という英学者を招聘し、県庁の洋書を借りて英語を勉強していたので、牧野はこの頃から英語の書籍を読解する力をつけていた。
名教館は学制発布により、校舎はそのままに佐川小学校となった。そこへ入学したものの寺子屋や塾で習熟した授業内容に嫌気が差し、2年で中退して植物について独学で学ぶようになった。小学校を中退した理由として、造り酒屋の跡取りだったので、小学校などで学業を修め、学問で身を立てることは「一向に考えていなかった」からだと述べている
。小学校中退後、青春の一部を土佐の自由民権運動に傾倒して費やしている。
酒屋は祖母と番頭に任せ、気ままな生活を送っていた。15歳から佐川小学校の「授業生」、すなわち臨時教員としておよそ2年間教鞭をとった。1880年(17/18歳)、教員退職、高知市に移って五松学舎に入門した。しかし五松学舎は漢学主流だったので講義を一切受けず、自分が興味ある地理学や植物学の学習に没頭していた。この間、江戸時代の本草学者小野蘭山の『本草綱目啓蒙』を筆写するなどし、本草学、とりわけ植物学に傾倒する。だが高知に来たことで、永沼小一郎の知己を得る。永沼は高知師範学校（現在の高知大学教育学部）の教師であったが、ベントリーの『植物学』などを翻訳しており、牧野にみせた。こうして牧野は欧米の植物学に触れ、その学界の権威らのことも知ることとなった。牧野は自叙伝で「私の植物学の知識は永沼先生に負うところ極めて大である」と記している。
やがてのち自らを「植物の精（精霊）」だと自負するようになった牧野は、この頃から日本中の植物を同書のようにまとめ上げる夢を抱き、それは自分にしかできない仕事だと確信するようになる。そして19歳の時、第2回内国勧業博覧会見物と書籍や顕微鏡購入を目的に、番頭の息子と会計係の2人を伴い初めて上京した。このとき東京市では文部省博物局の田中芳男と小野職愨（蘭山の末裔）の元を訪ね、最新の植物学の話を聞いたり植物園を見学した。
帰郷した1881年（明治14年）、富太郎は2歳年下の従妹でかねてから許嫁の猶（旧姓=山本）と祝言を挙げ、牧野猶は本家岸屋の若女将となる。地元で大々的に挙式したので佐川の郷土史に記録が残るが、牧野は、この婚姻について自著の『自叙伝』等で一切触れることがなかった。
1884年（明治17年）7月、富太郎は本格的な植物学を志し、22歳の時に再び上京する。そこで東京大学理学部（後の帝国大学理科大学）植物学教室の矢田部良吉教授を訪ね、同教室に出入りして文献・資料・器具などの使用を許可され研究に没頭する。そのとき、富太郎は東アジア植物研究の第一人者であったロシア帝国のカール・ヨハン・マキシモヴィッチに、とりわけ珍しい標本をいくつも送り喜ばれた。その著書を植物学教室に贈るとき、あえて牧野個人宛にも別の一冊を送ったことでもその感謝の念はうかがえる。
1887年（明治20年）25歳で、同教室の大久保三郎や田中延次郎・染谷徳五郎らと共同で『植物学雑誌』を創刊。同雑誌には澤田駒次郎や白井光太郎、三好学らも参加している。同年、育ててくれた祖母、浪子が77歳で死去している。
1888年11月、26歳でかねてから構想していた『日本植物志図篇』の刊行を自費で始めた。これに先駆けて、印刷工場に出向いて働きながら、石版印刷技術を学んでおり、絵は自分で描いた。この金字塔は、
当時の日本には存在しなかった（諸説あり）「植物図鑑」のはしりともされ、マキシモヴィッチも図の正確さを高く評価された。
この時期、富太郎は東京と郷里を往復しながら研究者の地位を確立していくが、その研究費は亡き祖母浪子に代わって猶が工面し、富太郎の求めるままに東京に送金したため、実家岸屋の経営は瞬くうちに傾いていった。
富太郎は佐川の実家に本妻の牧野猶がいたが、1887年（明治20年）12月ごろ、菓子屋の看板娘小澤壽衛（14歳）に一目惚れし、親の承諾を得ないまま下谷区根岸の御隠殿（輪王寺宮門跡の別邸）跡の離れ家で一緒に暮らしはじめ、翌年（明治21年）10月、第一子長女・園子（1888年 - 1893年）が生まれる。
1889年（明治22年）、27歳で新種の植物を発見。『植物学雑誌』に発表し（大久保三郎と共著）、日本ではじめて新種のヤマトグサに学名をつけた。1890年（明治23年）、28歳のときに東京府南葛飾郡の小岩町で、分類の困難なヤナギ科植物の花の標本採集中に、柳の傍らの水路で偶然に見慣れない食虫植物で水草を採集する機会を得た。これは世界的に点々と隔離分布するムジナモの日本での新発見であり、そのことを自ら正式な学術論文で世界に報告したことで、世界的に名を知られるようになる。
1890年(28歳)、小澤壽衛子と結婚。しかし同年、矢田部教授から植物学教室の出入りを禁じられ、研究の道を阻まれてしまう。事情としては、植物学教室のほうでも牧野が先駆した『日本植物志図篇』ような書籍を出すことに決まり、競合対立が生じたからだと指摘される（牧野もその見解を表している）。矢田部に同情的な理由づけとしては、牧野による蔵書の無断持ち出しなどが問題視され、やむを得ずの処置だったとするものである。失意の牧野は日本の植物標本とともにロシアに亡命し、マキシモヴィッチの下で研究を続けようと企てたが、1891年にマキシモヴィッチがインフルエンザで急死したことにより、実現しなかった。
1891年（明治24年）、実家の岸屋がついに破綻寸前となり、牧野の支援はできない状況となった。家財を精算するために帰郷する。このとき当主の富太郎は、猶と番頭の井上和之助 を結婚させて店の後始末を託すが、夫婦はまもなく岸屋をたたんでいる。
一方、富太郎は郷里の高知に帰郷中、地元の植物の研究をしたり、地元の西洋音楽教育に介入したりしていたが、東京から長女園子の急死の電報を受け、実家からは遺産相続分の代金（約60万円）を受領し、急遽帰京。
1893年（明治26年）9月11日、矢田部非職後に東京帝国大学理科大学の主任教授となった松村任三教授に呼び戻される形で助手となった。助手の月給15円で一家を養っていたが、生活は苦しく、文献購入費などの研究に必要な資金には事欠いていた。それでも、研究のために必要と思った書籍は非常に高価なものでも全て購入していたため多額の借金をつくり、ついには家賃が払えず、家財道具一切を競売にかけられたこともある。
1896年10月、台湾（戦後、日本領として割譲）に渡航して植物採集を命じられる。愛玉子（オーギョーチ。ゼリー状のデザート）の原料となるつる性のイチジクを新種として発表（のち変種と判明）。その後、各地で採集しながら植物の研究を続け、多数の標本や著作を残していく。ただ、学歴の無いことと、大学所蔵文献の無断借用や返却の遅延などにより、研究室の同僚との軋轢が絶えなかった。
1900年（明治33年）、牧村の貧窮を知った東京大学総長の濱尾新が便宜を図り、東大から刊行する『大日本植物志』の編集に当たらせてその手当を支給することになった。だが、この特別手当を松村が認めなかった（納得しなかった？）、とも書かれている。このように色々ないきさつで心証を悪くした松村教授の妨害などがあったため、『大日本植物志』は、第4集で中断を余儀なくされたと牧野は述懐する。松村以外にも、『大日本植物志』を牧村が主催となって執行することに、植物教室の周囲の人間は冷ややかだったとされ、諸事情があった。ちなみに待遇の格差について、牧野が助手として受けた1893年の初月給が15円だったに比べ、その10年前に松本助教授は月50円を俸給していたと指摘される。松本の伝記作家は、松本の批評などは一過性のものにすぎなく、松村によるいじめと受け止めるならば、それは牧野の人格的な欠陥であると主張する。松村教授など学内から何度も圧力に対し、箕作佳吉（箕作阮甫の孫、理科大学長 1901–1907年）の庇護もあったが、理科大学長が交代し箕作が没すると。植物学教室の事情に疎い櫻井錠二が後任として、大喜びした松村は好機ととらえて牧野の免職を打診したが、牧野は罷免にはならなかった。
結局、櫻井理科大学長との直接交渉において、1912年（明治45年）1月30日（牧野50歳）講師に任命、給料も30円に昇給。
。1939年（昭和14年）5月31日（77歳）まで東京帝国大学理科大学（1919年、東京帝国大学理学部となる）講師を勤めあげる。
1916年（大正5年）池長植物研究所の池長孟からの援助を受け、30万点の標本を池長植物学研究所に移管（以下、 § 池長孟参照）。同年4月、個人で『植物研究雑誌』を創刊（3号までは自己負担による発刊）。発刊間隔が空いたり、その刊行継続は必ずしも順調ではなかった。支援者であった中村春二の死去により再び行き詰まった後、1926年（大正15年）に津村重舎（後には会社としての津村順天堂→ツムラ）の財政的援助を得て復刊にこぎ着けている。創刊頃から受けていたも（おそらく1930年頃を境に）途絶えるなど。

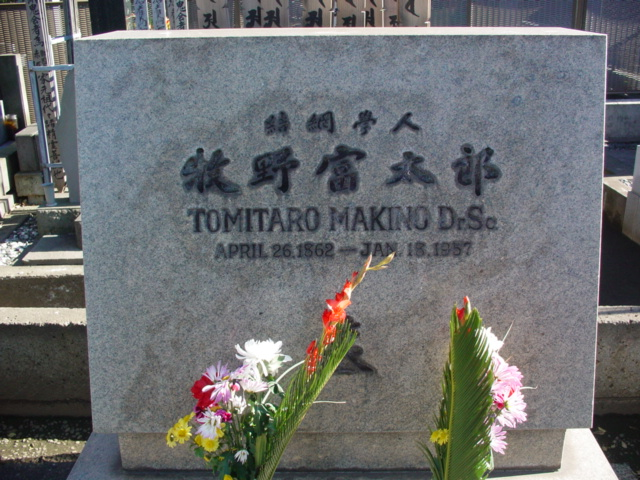
牧野富太郎墓碑

1927年（昭和2年）4月、65歳で藤井健次郎や池野成一郎たちの推薦により、東京帝国大学から理学博士を受ける。論文の題は「日本植物考察（英文）」。同年に発見した新種の笹に、翌年死去する妻の名をとって「スエコザサ」（学名：Sasaella ramosa var. suwekoana）と名付けた。
1928年（昭和3年）、牧野壽衛が病没、死因は（当時は不明だったが）子宮癌と推察される。享年55歳。
1937年（昭和12年）、朝日文化賞を受賞。
1939年（昭和14年）、東京帝国大学講師を辞任。
1940年（昭和15年）、壽衛の他界から12年後、富太郎が78歳のとき、研究の集大成である「牧野日本植物図鑑」初版を刊行、この本は改訂を重ねながら現在も販売されている。
1945年（昭和20年）、山梨県北巨摩郡穂坂村（現・韮崎市）に疎開。
1948年10月7日、昭和天皇へご進講、吹上御苑で質問などに答える。
1949年（昭和24年）、大腸カタルで一旦危篤状態となるも、回復。
1950年（昭和25年）、日本学士院（当時の第二部自然科学部門）会員になる。同年11月14日には、新会員一同が昭和天皇に招かれ午餐を陪食。食事後には、牧野を含む会員らが各自の研究について奏上を行った。
1951年（昭和26年）、未整理のまま自宅に山積みされていた植物標本約50万点を整理すべく、朝比奈泰彦科学研究所所長が中心となって「牧野博士標本保存委員会」が組織。文部省から30万円の補助金を得て翌年にかけて標本整理が行われた。同年設立された第1回文化功労者の対象者となる。
1953年（昭和28年）10月、91歳で東京都名誉都民の第1号。
1954年（昭和29年）ごろから病気がちとなり、寝込むことが多くなったが、同年には、高知県が県の花をヤマモモと選定する際の選考委員長を務めた。
1956年（昭和31年）、「植物学九十年」（9月）・「牧野富太郎自叙伝」（12月）を刊行同年12月17日、郷里の高知県佐川町の名誉町民。また予定として、東京都の牧野標本館や高知県の牧野植物園の設立が決定された。
1957年（昭和32年）、死去。享年96（満94歳没）。没後従三位に叙され、勲二等旭日重光章と文化勲章を追贈された。墓所は東京都台東区谷中の天王寺。郷里の佐川町にも分骨されている。

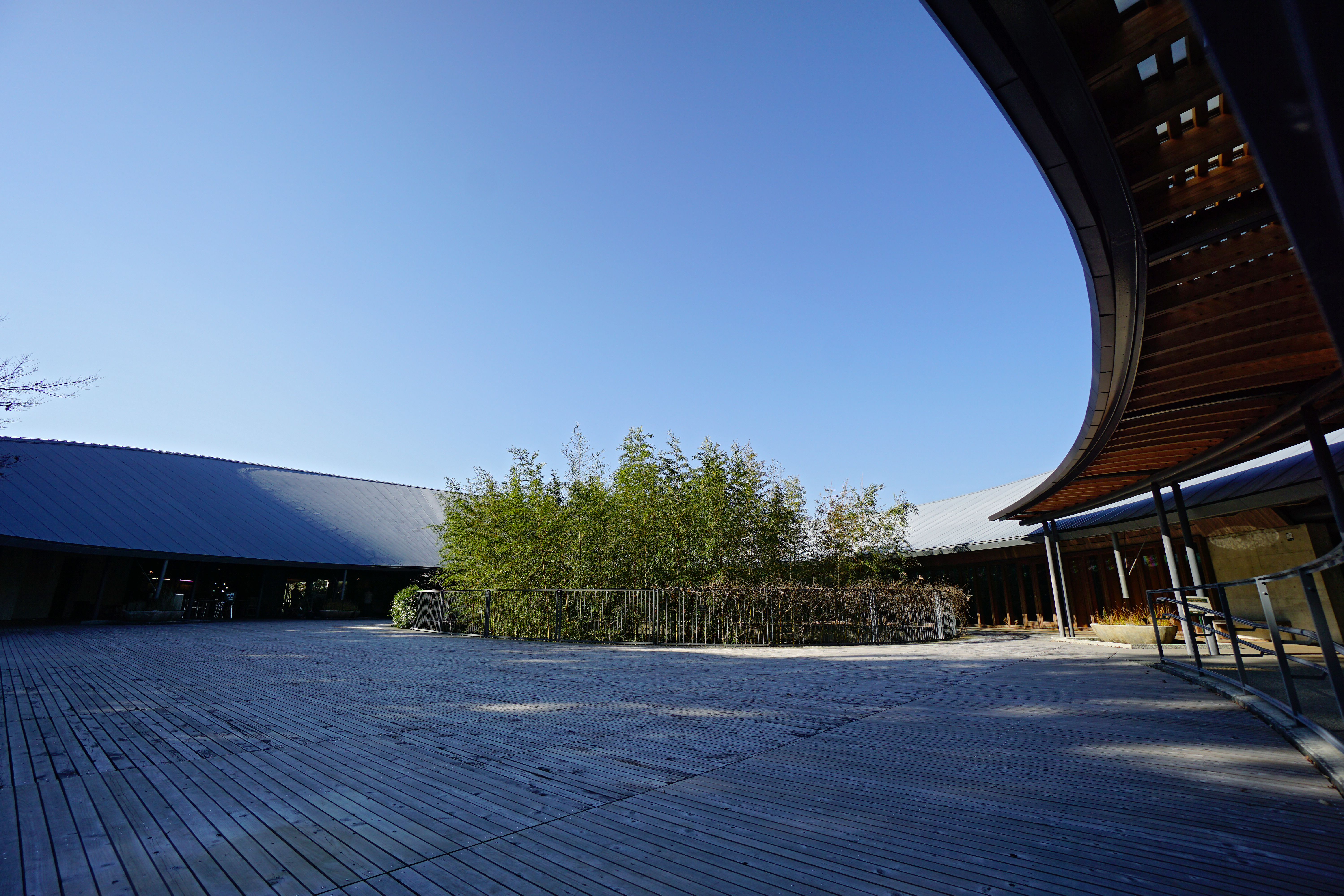
高知県立牧野植物園牧野富太郎記念館本館

1958年（昭和33年）4月、高知県高知市五台山に高知県立牧野植物園が開園した。また、同年6月18日、東京都立大学の一施設として、遺族から寄贈された標本40万点をもとに、牧野標本館が開設された（一部公開）。
2008年（平成20年）、練馬区名誉区民に選定。

## 家族
父の佐平、母の久壽は30代で早世し、ほどなくして祖父の小左衛門も没したため、富太郎は祖母の浪子によって育てられた。子供は13人生まれ、その内7人（3男4女）が成長した。
- 祖父・小左衛門[144]
- 祖母・浪子[147]
- 父・佐平[145]
- 妻・壽衛（1873年 - 1928年2月23日)
  - 彦根藩主井伊家の臣、陸軍省営繕部元勤務・小澤一政の娘[145][148]。55歳で死去[149]。
- 長女・香代
- 次女・鶴代（1898年5月12日 - 1974年5月12日[150]）蔵書4万5000点を高知に、牧野宅を東京に寄付。

- - 弁護士、無産運動家（のちに転向）・額賀二郎の妻[152][153]。19歳の時に結婚するも、不幸な生活で離婚し実家に戻る[154]。母・壽衛の没後は父の研究と生活をささえた[151]。孫は牧野記念庭園記念館の学芸員・牧野一浡（かずおき）[155][156]。
- 長男・春世
- 次男・百世
- 三男・勝世
- 三女・己代
- 四女・玉代（1910年9月10日 - 1995年3月21日[157]）
  - 川村女学院卒。五交商事、日本造型各元会長・岩佐喜七の妻[158]。
- 外孫・岩佐まゆみ（1936年6月9日 - ）
  - 成蹊学園卒[158]。
- 外曽孫・岩佐吉晃（1965年3月4日 - ）
  - 成蹊大学卒[158]。岩佐喜七の養子[158]。ENEOSグローブ（株）監査部長、OMC（Ogikubo Malt Club）代表。
- 元配偶者・猶[159][160]
  - 最初の妻。富太郎の従妹で、3歳年下にあたる。祖母の浪子が富太郎に妻合わせたと考えられる。

## 逸話
- 祖母の浪子の薦めで従妹の猶と結婚したが、1887年に祖母が亡くなると、東京で見そめた小澤壽衛と同棲をはじめ、翌年長女・園子が生まれる。佐川の実家の猶は、当主・富太郎の言うままに東京に送金を続けたため、造り酒屋の「岸屋」はほどなく破算した[161]。
- 放蕩癖の修まらない富太郎は、支援者に名乗り出た池長孟から提供された援助金を福原の女郎屋で散財し、また、宿泊施設として提供された須磨の別荘のメイドに手を付けるなどしたため、池長家からの援助が打ち切られた[162][42]。
- 尾瀬で植物採集をした際に、植物を根こそぎ採ったため、尾瀬の保護運動の第一人者であった平野長蔵が採集するだけでなく保護を考えろと叱ったというエピソードが残っている。
- 「雑草という草は無い」と指摘し、「雑草」という言葉を用いた人を咎める発言をしたとされる[163]。その一方、牧野は、自身が著した『植物記』（1943年）や『植物一日一題』（1853年）などの随筆集のなかで「雑草」という言葉を度々用いている[164][165]。
- 詩人で児童文学作家の山本和夫が自宅を訪れた際は、記念写真を撮るなど親交があった。
- 2021年に牧野富太郎の名を冠し、亡き妻・壽衛の名をつけたスエコザサなどを原料にした、高知県初のクラフトジン、「マキノジン」が作られた[166]。
- 生地の佐川町では、牧野富太郎を主人公にした連続テレビ小説の誘致活動が行われ [167]。2023年度前期の連続テレビ小説「らんまん」の主人公・槙野万太郎のモデルとなることが決定した[168][169]。
- 死去時、昭和天皇から祭粢料を賜ったが、天皇が牧野にしばしば植物査定などを依頼していた経緯もあり、通例とは別に切花も賜った[170]。

## 発見、命名した植物
命名は2500（種類/タクソン）以上（新種1000、新変種1500）とされる。自らの新種発見も600種余りとされる。
- 発見、命名した植物の例

　　ムジナモ、センダイヤザクラ、トサトラフタケ、ヨコグラツクバネ、アオテンナンショウ、コオロギラン、スエコザサ
- 和名については、ワルナスビやノボロギクのような、当該植物種の性質を短い言葉で巧く言い表しているものもある一方で、ハキダメギクなど発見場所をつけただけの命名もある。イヌノフグリは牧野富太郎の命名ではない。江戸時代の草木図説にその名が記載されている。

- 富太郎は晩年に亡き妻の名を冠してスエコザサと名付けたことは、連続テレビ小説「らんまん」などでも紹介され一般によく知られている。一方、ドイツの植物学者シーボルトは、日本に残した妻・お滝を偲んでアジサイにHydorangea macrophylla Sieb. var. otaksaの学名を命名したが、富太郎は〝otaksa〟がシーボルトの妻の呼び名「お滝さん」（楠本イネの）に因んで名付けられたものであることを知ると、その妻を「女郎のお滝」「呼ばわりし、公私混同的に（富太郎にとっては「艶麗無垢」なアジサイの）「花の神聖を穢した」などと[114][174]、"まことに辛辣"に批判している[175]。

## 著作

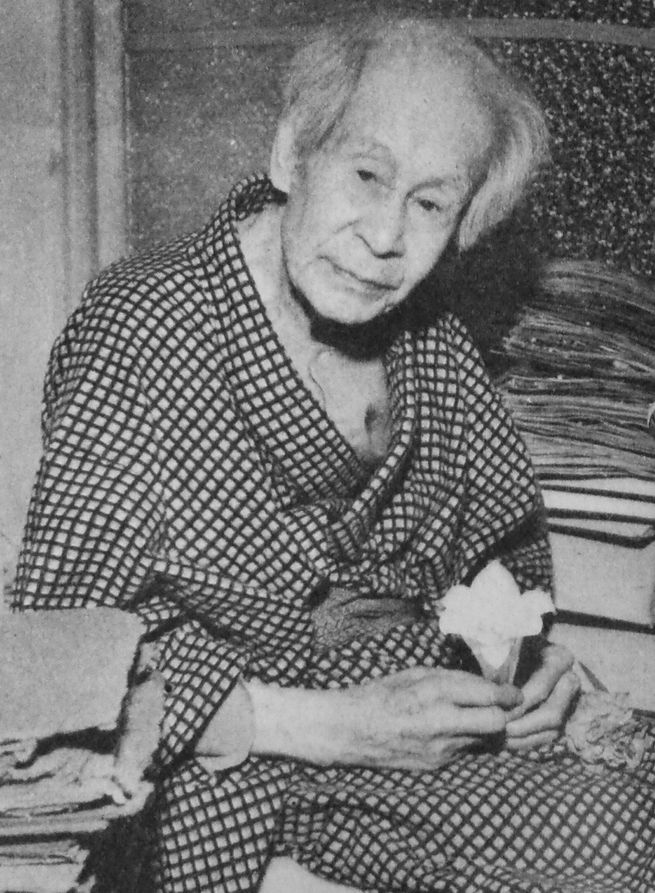
1953年

※リンク先は国立国会図書館デジタルコレクション or 青空文庫

### 著書・共著・編著
- 「利尻山とその植物」（『山岳 一の二』、1906年6月）[176]
  - 「利尻山とその植物」（岩波書店『山の旅 明治・大正篇』、岩波文庫、2003年9月）
- 『野外植物の研究.〔正〕』（共同刊行：参文社・積文社、1907年） ※編者：博物学研究会、校閲：牧野富太郎[177]
- 『野外植物の研究 続』（共同刊行：参文社・積文社、1907年） ※編者：博物学研究会、校閲：牧野富太郎[178]
- 『普通植物検索表』三好学、牧野富太郎 編（文部省、1911年）[179]
- 『児童野外植物のしをり』（成美堂、1912年） ※共著[180]
- 『植物学講義』（大日本博物学会、1913年 第7巻のみ1914年）
  - 第1巻「植物記載学. 前編」[181]
  - 第2巻「植物記載学. 後篇」[182]
  - 第3巻「植物採集標品製作並整理貯蔵法」[183]
  - 第4巻「羊歯及種子植物ノ形態. 正」[184]
  - 第5巻「羊歯及種子植物ノ形態. 続篇」[185]
  - 第6巻「植物自然分科検索表」[186]
  - 第7巻「植物分類学 巻1」[187]
- 『雑草の研究と其利用』（白水社、1919年）[188]
- 『植物ノ採集ト標品ノ製作整理』（中興館、1923年）[189]
- 『日本植物総覧』牧野富太郎, 根本莞爾 編（日本植物総覧刊行会、1925年）[190]
- 『趣味の植物採集』（三省堂、1935年）
- 『草木志 : 随筆』（南光社、1936年）[191]
- 『趣味の草木志』（啓文社、1938年）
- 『植物記』（桜井書店、1943年）[192]
- 『植物記. 続』（桜井書店、1943年）[193]
  - 復刻版→『植物記』正・続の2巻（バベル社、2019年）
- 『牧野植物混混録』（鎌倉書房、1号（1946年5月） - 10号（1949年3月））
- 『牧野植物随筆』（鎌倉書房、1947年）[194]
- 『牧野植物随筆 続』（鎌倉書房、1948年）
- 『趣味の植物誌』（壮文社、1948年）[195]
- 『四季の花と果実』（通信教育振興会、1949年）
  - 『植物知識』（講談社学術文庫、1981年）（仮名遣い表記を改め改題、註を付した新版。伊藤洋（東京教育大学名誉教授）解説で、牧野富太郎の略歴説明がある）
- 『植物一日一題 : 随筆』（東洋書館、1953年）
- 『若き日の思い出』（旺文社、1955年1月）
- 『牧野植物一家言』（北隆館、1956年）
- 『草木とともに』（ダヴィッド社、1956年）
- 『牧野富太郎自叙伝』（長嶋書房、1956年）
  - 『牧野富太郎自叙伝』（講談社学術文庫、2004年）

以下は没後刊
- 『牧野富太郎植物記』 全8巻（あかね書房、1973年 - 1974年） ※中村浩編
- 『牧野富太郎選集』 全5巻（東京美術、1981年 / 復刻：学術出版会、2008年）
- 『植物一日一題』（博品社、1998年 / ちくま学芸文庫、2008年）
- 『植物一家言 草と木は天の恵み』（北隆館、改訂版2000年） ※小山鐵夫監修、水島うらら脚注
- 『牧野植物随筆』（講談社学術文庫、2002年）
- 『植物記』（ちくま学芸文庫、2008年）
- 『花物語 続植物記』（ちくま学芸文庫、2010年）
- 『草木とともに 牧野富太郎自伝』（角川ソフィア文庫、2022年）
- 『わが植物愛の記』 （河出文庫、2022年）
- 『我が思ひ出　牧野富太郎〈遺稿〉』（北隆館、2022年）
- 『好きを生きる』（興陽館、2023年）
- 『随筆草木志』（中公文庫、2023年）
- 『牧野富太郎と、山』（山と溪谷社・ヤマケイ文庫、2023年）

### 解説
- 『ムジナモ発見物語り』 - （作品社『日本の名随筆 94：草』、1990年）[62]
- 『牧野富太郎 植物のはなし1 花のしごと』 中村浩編（草土文化、2010年）
- 『植物に魅せられた二人：シーボルトと牧野富太郎の植物標本：牧野富太郎生誕150年記念企画展図録』（津山洋学資料館、2012年10月）

### 図鑑・図譜・図説
- 『新撰日本植物図説』第2巻第2集（敬業社、1903年）[196]
- 『日本高山植物図譜. 第1巻』三好学、牧野富太郎 共著（成美堂、1907年）[197]
- 『日本高山植物図譜. 第2巻』三好学、牧野富太郎 共著（成美堂、1909年）[198]
- 『日本植物図鑑』（北隆館、1940年）
- 『牧野日本植物圖鑑 : 學生版』（北隆館、1949年4月）
- 『原色日本高山植物図譜』 （誠文堂新光社、1953年）
- 『牧野新日本植物圖鑑』（北隆館、1961年6月30日 初版発行）
- 『普通植物検索図説』（高陽書院、1970年）
- 『原色牧野日本植物図鑑』（北隆館、1985年4月）
- 『牧野新日本植物図鑑』（北隆館、1996年）
  - 『原色牧野日本植物図鑑』全3巻（北隆館、2000年） ※『牧野新日本植物図鑑』の植物図を着色したもの。

### 博士論文
- 『日本植物考察』英文（東京帝国大学、学位：理学博士、1927年4月16日）

### 学術雑誌
- 「万葉集の縄ノリ」（アララギ発行所『アララギ』42巻8号39 - 43頁、1949年8月）
- 「ゴキブリでは意味をなさぬ」（日本科学協会『採集と飼育 = Collecting and breeding』12巻10号317頁、1950年10月）
- 「私の信条」（岩波書店『世界』61号71 - 73頁、1951年2月）
- 「私の短歌観」（短歌研究社『短歌研究』8巻9号、1951年9月）
- 「ホテイナリヒラの来歴」（日本竹笹の会『富士竹類植物園報告 = The reports of the Fuji Bamboo Garden』12号6 - 8頁、1967年11月）
- 「竹の開花について」（日本竹笹の会『富士竹類植物園報告 = The reports of the Fuji Bamboo Garden』13号6頁、1968年12月）

### 書簡
- 『牧野富太郎書簡 緒方益井（渡辺伯爵家）宛（渡辺千秋関係文書）』（1918年11月26日）※憲政資料[199]
- 『牧野富太郎竹下英一宛書簡』（川端一弘編、2020年3月）

## 牧野を題材・モデルにした作品

### 小説
- 池波正太郎 「牧野富太郎」『武士の紋章』（新潮文庫、改版2008年）短編
- 大原富枝 『草を褥に 小説牧野富太郎』（小学館、2001年 / 新版2023年、河出文庫、2022年）
- 朝井まかて『ボタニカ』祥伝社、2022年1月。ISBN 9784396636173。

### 映画
- 映画『黄金花』（2009年公開）

牧野富太郎をモデルにした“牧老人”こと牧草太郎を原田芳雄が演じた。

### テレビドラマ
- NHK連続テレビ小説『らんまん』（2023年度前期放送）牧野富太郎をモデルにした主人公“槙野万太郎”を、神木隆之介が演じた[200][201]。

### 郵便切手
- 「牧野富太郎生誕150年」2012年4月24日発行、80円切手5種[202]。

## 関連人物
- 田中芳男 - 1883年（明治16年）、富太郎が第2回内国勧業博覧会見学のため上京した際、文部省博物局を訪ね、田中芳男と小野職愨に小石川植物園を案内してもらっている。まだ無名の富太郎が、3年後にコーネル大学に留学した東京大学理学部植物学教室の誇り高き教授、矢田部良吉の許しを得て、この教室に出入り出来るようになったのは、田中芳男と田中の師である伊藤圭介の力があった。博物館行政や多くの勧業殖産に貢献し、後に貴族院議員になった田中と富太郎は本の貸し借りをするなど親しく交友があり、それは24歳年上の田中が亡くなるまで続いた。

- 池長孟 - 1916年（大正5年）12月、富太郎は生活苦から収集した10万点単位の植物標本を海外の研究所に売ることを決断する。富太郎の窮状を知った渡辺忠吾は、『東京朝日新聞』に「篤学者の困窮を顧みず、国家的資料が流出することがあれば国辱である」との記事を書き、『大阪朝日新聞』がこれを転載した。記事は反響を呼び、神戸から二人の篤志家が現れた。一人は久原房之助、もう一人が25歳の京都帝国大学生の池長孟であった。12月21日、富太郎は壽衛夫人とともに神戸に向かう。孟は父、池長通の遺産の中から3万円で標本を買い取り、改めて富太郎に寄贈しようと申し出た。感激した富太郎はこの申し出を固辞、30万点の標本は通が建てた池長会館に所蔵されることになり、会館は池長植物研究所と改称される。これで富太郎は困窮時代の危機を脱することになる。また、孟は富太郎にその後も研究費を援助する[203][204]。

- 岡部芳郎 - 1937年に富太郎が兵庫県と鳥取県の県境の氷ノ山を学術調査した際に、トーマス・エジソン唯一の日本人助手であった岡部が撮影した映像が2012年に発見され、牧野と親交があったことが分かった[205]。

- 小山鐵夫（小山鉄夫）- 1933年、東京生まれ。11歳で牧野富太郎の弟子となる。東京大学理学部卒。東京大学大学院生物系研究科博士課程修了、理学博士。高知県立牧野植物園元園長[206]。

## 関連施設
高知県立牧野植物園
高知市五台山に、没後1年目の1958年（昭和33年）に富太郎の生前の希望も反映し開園した。敷地は6haに拡張され、1500種、13000株の植物がうえられている。開園当初は牧野の偉業を残し、観光植物園としての色彩が濃かったが、現在は有用植物に関する多くの研究者を擁し、世界的研究機関としての地位を築きつつある。
牧野富太郎資料展示室
高知県佐川町の佐川町総合文化センター内にある展示室で、富太郎の眼鏡や絵の具、所蔵本、手紙や墨書など遺品を多く収蔵している。
牧野富太郎記念館
上記、植物園内の付属施設で、本館と展示館の2つの建物にわかれる。本館には遺族から寄贈された蔵書約4万5000冊、直筆の原稿、写生画など、5万8000点が収められた牧野文庫を始め、植物に関する研究室などがある。展示館では博士の生涯に関する展示などがある。
建築設計は内藤廣による。
練馬区立牧野記念庭園
東京都練馬区東大泉の自宅跡地を一般公開したもの。340種あまりの植物が植えられ、記念館には遺族から寄託されている博士の遺品が展示されている。2010年（平成22年）8月に記念館と講習棟を改修し再オープンした。常設展示に加え企画展示室では関根雲停や服部雪斎の植物図展覧会や植物標本の展覧会が開催されている。曾孫・一浡（かずおき）が2010年より学芸員として運営に携わっている。
東京都立大学牧野標本館
没後、遺族から寄贈された約40万点の標本が収蔵されており、富太郎が90年の生涯を掛けて採集した膨大な植物標本の整理には半世紀の時間を要した。画像のデータベース化がすすめられている。本館の正面玄関内には小規模な展示コーナーがあり、自由に閲覧可能である（HPに掲載のある定期的な燻蒸期間を除く）。
牧野富太郎句碑
広島県北広島町八幡（旧、芸北町内）の臥龍山麓八幡原公園に1999年、富太郎が詠んだ句碑が建立された。句碑に刻まれた句は、富太郎が1933年（昭和8年）にはじめて八幡を訪れた際、湿地一面に咲くカキツバタの自生地をみて感激し詠んだものとされる。
まきのさんの道の駅・佐川
高知県佐川町にある道の駅。富太郎にちなんで名付けられている。
牧野蔵
高知県高岡郡佐川町にある司牡丹酒造敷地内にあった酒蔵の一棟。岸屋（後に井上和之助酒店）は明治中ごろに人手に渡り最終的に司牡丹酒造の所有となった。昭和なかごろの台風で大半が倒壊したが、残った一棟が牧野が勉強部屋として使用していた蔵で「牧野蔵」と呼び地元で親しまれていたが、2004年の台風集中上陸の影響を受け、倒壊した。